# Krasnogwardeiski rajon (Stawropol)
Der Krasnogwardeiski rajon ist eine territoriale Einheit in der Region Stawropol im Nordkaukasus im südlichen Teil Russlands. Der gesamte Rajon bildet den gleichnamigen Munizipalkreis (Krasnogwardeiski munizipalny okrug).
Verwaltungszentrum ist das Dorf Krasnogwardeiskoje.

## Geographie
Das Gebiet liegt im nordwestlichen Teil der Region Stawropol und grenzt an die Oblast Rostow, die Region Krasnodar und die Republik Kalmückien.
Der Rajon umfasst eine Fläche von 2.236 km².
Das Gebiet des Rajons liegt am nordwestlichen Fuß des Stawropol-Hochlandes, wo es in die Asow-Kuban-Tiefebene übergeht. Das Territorium wird von den Tälern des Flusses Jegorlyk und seinen Nebenflüssen großer Gok, kleiner Gok, Gorkaja Balka, Kalaly und Tatarka bewässert.
Das Klima ist gemäßigt kontinental mit wenig Feuchtigkeit.
Der durchschnittliche Jahresniederschlag beträgt 472 mm.
Die Böden werden hauptsächlich durch Karbonat-Schwarzerden des Nordkaukasus-Vorlandes repräsentiert.

## Geschichte
Auf dem Territorium der heutigen Region am Jegorlyk, nahe dem heutigen Priwolnoje, fand am 3. April 1774 eine Schlacht statt, die spätere Historiker wiederholt als einzigartig bezeichneten. Zwei Kosakenregimenter, insgesamt tausend Soldaten, schlugen die Armee des Krimkhans Dewlet IV. Giray zurück, die ihnen zahlenmäßig mindestens zwanzigmal überlegen gewesen sein soll. Die Kosaken wurden von dem damals noch unbekannten jungen Matwei Platow kommandiert.
Der Rajon gehört, wie große Teile des Nordkaukasus-Vorlandes, der Ukraine und der unteren Wolga-Region zu dem besonders fruchtbaren Schwarzerde-Gürtel der ehemaligen Steppe, der durch Bewässerung im 19. Jahrhundert komplett landwirtschaftlich erschlossen wurde und besonders ertragreich ist. Hier wurde unter Stalin auch die Zwangskollektivierung der Landwirtschaft mit „Entkulakisierung“ und daraus resultierender Hungersnot in der Sowjetunion in den 1930er Jahren besonders schnell und unerbittlich vorangetrieben. In genau dieser Zeit wurde im Dorf Priwolnoje der prominenteste Sohn des Rajons, der letzte sowjetische Staats- und Parteichef Michail Sergejewitsch Gorbatschow (1931–2022), geboren.

## Kommunal-territoriale Struktur vom 19. Jahrhundert bis 2020
Im Laufe seiner Geschichte hat der Bezirk seinen Namen viermal geändert.
Ursprünglich war es ein integraler Bestandteil des Territoriums des Medweschenski-Rajons der Provinz Stawropol, das am 26. Juni 1872 gegründet wurde und zu dieser Zeit eine riesige Fläche einnahm – 7200 km² (zum Vergleich: Das Territorium des Krasnogwardeiski rajons beträgt 2263,08 km²). Die südliche Grenze des Kreises verlief in der Nähe des Dorfes Ptitschje, Isobilnenski rajon, und die nördliche Grenze entlang des Flusses Sredni Jegorlyk vom gleichnamigen Dorf Sredni Jegorlyk, Zelinski rajon, bis zur Mündung des Flusses Sredni Jegorlyk, in der Nähe des Dorfes Jekaterinowka, Salski rajon.
Kurz nach der Revolution, am 7. August 1920, wurde der Medweschenski Ujesd in Woronzowo-Nikolajew und Medweschenski Ujesd geteilt. Anschließend wurde der Bezirk Medweschenski am 29. Januar 1923 in Beloglinenski umbenannt.
1924 wurde die Woiwodschaft Stawropol in den gleichnamigen Bezirk umgewandelt, die Kreise wurden „abgeschafft“ und in Bezirke umbenannt. Die Struktur des Bezirks Stawropol umfasste 10 Bezirke, darunter Medweschenski (das Verwaltungszentrum ist das Dorf Medweschje).
1934 wurde das Nordkaukasus-Territorium in das Asow-Tschernomorski-Territorium (mit Zentrum in der Stadt Rostow am Don) und das Nordkaukasus-Territorium (mit Zentrum in der Stadt Pjatigorsk) geteilt. Letztere umfassten 17 Bezirke der ehemaligen Bezirke Stawropol und Terek, darunter den Bezirk Medweschenski.
1935 wurden der Bezirk Medweschenski und das Dorf Medweschje in den Bezirk Jewdokimowski und das Dorf Jewdokimowskoje umbenannt (zu Ehren von Jefim Georgijewitsch Jewdokimow, einem Sicherheitsoffizier der Bolschewiki, erster Sekretär der KPdSU der Nordkaukasus-Region).
1939 wurde der Bezirk Jewdokimowski in Molotowski umbenannt, und das Zentrum – das Dorf Jewdokimowskoje – in das Dorf Molotowskoje.
Am 23. Januar 1943 wurde das Molotow-Gebiet von den Nazi-Invasoren befreit.
Am 20. Juni 1957 wurde der Bezirk Dmitrijewski abgeschafft. Die Dorfräte von Dmitrijewski, Perwomaiski, Radykowski und Tachtinski zogen in den Molotowski-Bezirk.
Am 13. Juli 1957 wurde der Bezirk Molotowski in Krasnogwardeiski und das Dorf Molotowskoje in Krasnogwardeiskoje umbenannt (zu Ehren der Roten Garden, die während des Bürgerkriegs die Sowjetmacht auf dem Territorium des Medweschenski-Distrikts verteidigten).
Am 1. Februar 1963 wurden anstelle der bestehenden 15 Landkreise Alexandrowski, Apanasenkowski, Blagodarnenski, Woronzovo-Alexandrowski, Georgijewski, Isobilnenski, Ipatowski, Kotschubejewski, Krasnogwardeiski, Kursk, Lewokumski, Mineralowodski, Petrowski, Prikumski und Schpakowski gebildet. Am 1. Februar 1963 wurde durch Dekret des Präsidiums des Obersten Sowjets der RSFSR anstelle des bestehenden Landkreises Ipatowski das Stawropol-Territorium gebildet. Gleichzeitig wurden die Dorfräte von Perwomaiski und Tachtinski in den Ipatowski-Bezirk verlegt.
Am 12. Januar 1965 beschloss das Präsidium des Obersten Sowjets der RSFSR:
Die ländlichen Gebiete Arsgirski, Alexandrowski, Apanasenkowski, Blagodarnenski, Bezirk Georgijewski, Isobilnenski, Ipatowski, Kotschubejewski, Krasnogwardeiski, Kursky-Bezirk, Lewokumski, Mineralowodski, Bezirk Nowo Alexandrowski, Bezirk Petrowski, Prikumski, Sowetski und Schpakowski sollen in Kreise umgewandelt werden.
Durch den Beschluss des Präsidiums des Stawropoler Regionalrates der Volksabgeordneten vom 24. Mai 1990, Nr. 18, wurde im Bezirk Krasnogwardeiski der Schturmowski-Dorfrat mit einem Zentrum im Dorf Schturm, einschließlich der Dörfer Schturm und Krasnooktjabrski, gebildet, die vom Dorfrat Kommunarowski desselben Bezirks abgetrennt wurden.
Am 16. März 2020 wurden alle Gemeinden des Bezirks Krasnogwardeisky zum Gemeindebezirk Krasnogwardeiski zusammengelegt.

## Bevölkerung
Geschlechterzusammensetzung
Nach den Ergebnissen der Volkszählung 2010 setzte sich die Bevölkerung im Rajon Krasnogwardeiski aus 19.201 Männern (46,88 %) und 21.756 Frauen (53,12 %) zusammen.
Nationale Zusammensetzung
Nach den Ergebnissen der Volkszählung 2010 lebten im Rajon Krasnogwardeiski folgende Nationalitäten (Nationalitäten unter 1 %, siehe Fußnote zur Zeile „Andere“):
| Nationalität | Anzahl | Prozent |
| ------------ | ------ | ------- |
| Russen       | 37 648 | 91,92   |
| Zigeuner     | 944    | 2,30    |
| Armenier     | 680    | 1,66    |
| Sonstige     | 1685   | 4,11    |
| Gesamt       | 40 957 | 100,00  |

## Wirtschaft
Die Landwirtschaft ist das Rückgrat der Wirtschaft der Region. Sie ist insbesondere auf den Anbau von Getreide, Sonnenblumen und Obst sowie auf Milchwirtschaft spezialisiert. In den letzten Jahren hat sich der Distrikt fest als führend in der Getreideproduktion etabliert. Es wird am meisten in der Region produziert – fast 10 Tonnen pro jeden der 41.749 Einwohner.
Handel, Haushalt und kommunale Dienstleistungen, Industrie, Verkehr und Kommunikation entwickeln sich in der Region. Es wurde eine Glasbehälterfabrik gebaut; ein großer Sportkomplex im Freien, einer der besten im Südlichen Bundesdistrikt und eine Brücke über den Fluss Bolschoi Jegorlyk. Der Bau einer Entbindungsklinik wurde abgeschlossen, ein Diagnosezentrum in Betrieb genommen, individueller Wohnungsbau, Bildung und Kultur entwickeln sich.

## Medien
Selskaja now (früher Put Iljitscha), Regionalzeitung. Die erste Ausgabe der Zeitung erschien am 1. April 1931.

## Persönlichkeiten aus der Gegend
Im Bezirk Krasnogwardeiski wurden geboren:
- P. I. Miroschnikow (geb. 1896 in Ladowskaja Balka – 1968), Organisator der industriellen Produktion in der UdSSR, Träger des Lenin-Preises;
- Michail Sergejewitsch Gorbatschow (geb. 1931 in Priwolnoje – 30. August 2022 in Moskau), Generalsekretär des Zentralkomitees der KPdSU in den Jahren 1985–1991, der letzte Präsident der UdSSR;
- W. A. Schapowalow (geb. 1946 in Kommunar), Rektor der Staatlichen Universität Stawropol in den Jahren 1996–2012.
- Der Titel „Held der sozialistischen Arbeit“ wurde den Bewohnern des Bezirks M. I. Buchtijarow (Ulajew) und A. F. Worobjow verliehen.